# Dysdera flagellata
Dysdera flagellata là một loài nhện trong họ Dysderidae.
Loài này thuộc chi Dysdera. Dysdera flagellata được miêu tả năm 1959 bởi Grasshoff.